# Guiães
Guiães est une localité de la commune portugaise de Vila Real.
Sa population était de 478 habitants en 2011.